# 199 (tal)
199 är det naturliga talet som följer 198 och som följs av 200.

## Inom vetenskapen
- 199 Byblis, en asteroid

## Inom matematiken
- 199 är ett udda tal.
- 199 är ett primtal.
- 199 är ett Lucastal.
- 199 är ett centrerat triangeltal.